# 蜜花科
蜜花科共有3属13种，都生长在撒哈拉沙漠以南的非洲。
本科植物为灌木或小乔木，叶大，互生，有锯齿，有大托叶；花组成穗状花序；果实为蒴果。
1981年的克朗奎斯特分类法将其分为两个科—蜜花科和鞘叶树科，蜜花科放在无患子目中，鞘叶树科放在蔷薇目中，1998年根据基因亲缘关系分类的APG 分类法将两个科都放到牻牛儿苗目中， 2003年经过修订的APG II 分类法将两科合并，并认为可以选择性地和花茎草科也合并。